# Conde de Oxford e Asquith

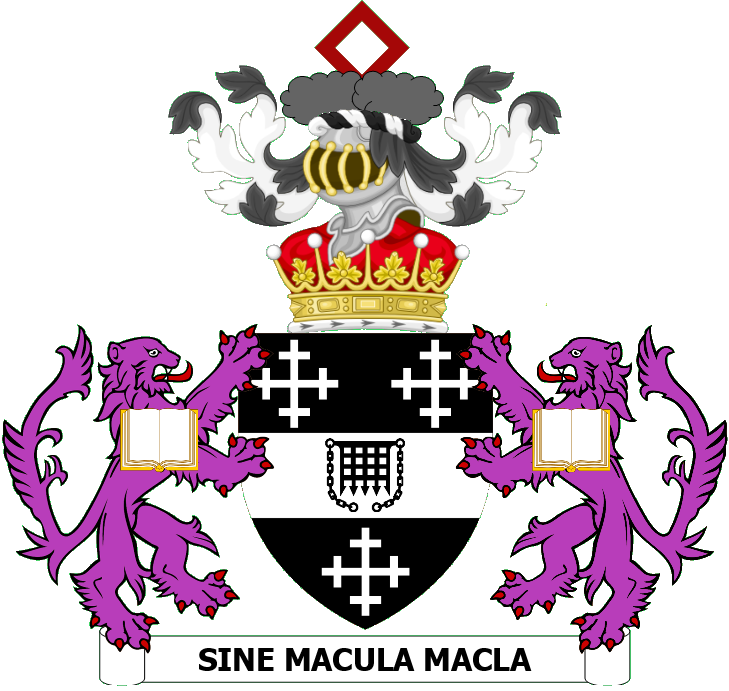
Brasão de Armas dos condes de Oxford e Asquith.

Conde de Oxford e Asquith é um título do Pariato do Reino Unido. Foi criado em 1925 para o político liberal HH Asquith . Foi Ministro do Interior de 1892 a 1895, Chanceler do Tesouro de 1905 a 1908, Líder do Partido Liberal de 1908 a 1926 e Primeiro-Ministro do Reino Unido de 1908 a 1916.  Asquith foi feito Visconde Asquith, de Morley, no West Riding do Condado de York, ao mesmo tempo, também no Pariato do Reino Unido. Este título é usado como cortesia pelo herdeiro aparente do condado.
Asquith queria originalmente ser criado simplesmente Conde de Oxford.  No entanto, isso ofendeu profundamente os colaterais da família de Vere, cujos membros foram condes de Oxford, durante séculos, e da família Harley, cujos membros foram condes de Oxford e condes Mortimer. Perante a oposição deles, outro título teve de ser escolhido – o título formal 'Conde de Oxford e Asquith' foi finalmente decidido como um compromisso, sendo abreviado para 'Conde de Oxford' nas conversas e cartas do dia-a-dia, o que ainda irritava as outras famílias.  
O primeiro conde foi sucedido em 1928 por seu neto, seu filho mais velho Raymond Asquith tendo sido morto na Primeira Guerra Mundial. O segundo conde foi diplomata e administrador e serviu como governador das Seychelles de 1962 a 1967. Ele morreu em 2011 e foi sucedido por seu filho, o terceiro conde e atual detentor do título. O atual Lord Oxford e Asquith é um diplomata aposentado.
Vários outros membros da família Asquith também ganharam destaque. Raymond Asquith, filho mais velho do primeiro conde e pai do segundo, era advogado e intelectual. Herbert Asquith, segundo filho do primeiro conde, foi poeta, romancista e advogado. Arthur Melland Asquith (1883–1939), terceiro filho do primeiro conde, foi um brigadeiro-general do Exército. Cyril Asquith, quarto filho do primeiro conde, foi Lord of Appeal in Ordinary e foi criado par vitalício como Barão Asquith de Bishopstone em 1951. Violet Asquith, mais conhecida pelo seu nome de casada Violet Bonham Carter, foi uma política liberal e foi criada nobre vitalícia como Baronesa Asquith de Yarnbury em 1964. Seu filho mais velho, Mark Bonham Carter, era editor e político e foi criado nobre vitalício como Barão Bonham-Carter em 1986. Sua filha é a nobre vitalícia Jane Bonham Carter, Baronesa Bonham-Carter de Yarnbury.
Raymond Bonham Carter, segundo filho da Baronesa Asquith de Yarnbury, foi um banqueiro e pai da famosa atriz Helena Bonham Carter e de Edward Bonham Carter. Elizabeth Asquith (mais conhecida pelo seu nome de casada Elizabeth Bibesco), a única filha do segundo casamento do primeiro conde, foi uma autora moderadamente celebrada que, por um curto período, namorou o nobre espanhol José Antonio Primo de Rivera (fundador da FET y de las JONS) antes de se casar com o advogado, diplomata e escritor romeno, príncipe Antoine Bibesco, em 1919. Anthony Asquith, filho único do segundo casamento do primeiro conde, tornou-se um diretor de cinema de sucesso. Dominic Asquith, segundo filho do segundo conde, é um diplomata proeminente e serviu como embaixador britânico no Iraque de 2006 a 2007. Margot Asquith ( nascida Tennant), segunda esposa do primeiro conde, uma socialite, autora e espirituosa, tornou-se Condessa de Oxford e Asquith quando seu marido se tornou o primeiro conde.
A sede da família é Mells Manor, perto de Mells, Somerset.

## Condes de Oxford e Asquith (1925)
- Herbert Henry Asquith, 1.º Conde de Oxford e Asquith (1852–1928)
  - Raymond Asquith (1878–1916)
- Julian Edward George Asquith, 2.º Conde de Oxford e Asquith (1916–2011) [5]
- Raymond Benedict Bartholomew Michael Asquith, 3.º Conde de Oxford e Asquith (n. 1952) [5]

O herdeiro aparente é o único filho do atual titular, Mark Julian Asquith, Visconde Asquith (nascido em 1979), que é casado com Helen, filha de Christopher Prentice.
O herdeiro aparente do herdeiro aparente é seu filho, George Hannibal Asquith (nascido em 2011). 